# Opo (mitología)
En la mitología griega Opo u Opunte (en griego Ὀπόεις) es el héroe epónimo del pueblo locrio de Opunte. Se citan a dos héroes homónimos, si es que no son el mismo personaje con dos variantes diferentes.

#### Opunte I
El primer Opunte fue un rey de los epeos, hijo de Zeus y de Protogenia, hija de Deucalión. Estaba desposado con Cambise, a quien otros llaman confusamente Protogenia. A esta Zeus raptó y la condujo hasta los montes del Ménalo en Arcadia, donde se unió a la muchacha.

#### Opunte II
Este segundo Opunte, si es que no se trata de una invención del propio Píndaro para favorecer al público opuntio, era el hijo de Zeus y de la anterior muchacha. Fue adoptado por Locro como hijo suyo, y le dio su nombre en honor de su abuelo materno. Durante el gobierno de Opunte llegó a su pueblo un huésped célebre, Menecio, hijo de Áctor y Egina; Menecio sería el abuelo de Patroclo. Una versión nos cuenta que surgió una disputa en Opunte y su padre Locro; la madre de Opunte era Cabie. Opunte decidió marcharse del hogar paterno y se llevó consigo a un gran número de ciudadanos, en la búsqueda de un oráculo para fundar una nueva colonia. El oráculo le dijo que construyera una ciudad donde pudiera ser mordido por un perro de madera, y mientras cruzaba hacia el otro mar, Opus pisó un cynosbatus («una zarza dulce», palabra que contienen en griego la forma cynos, «perro»). Muy preocupado por la herida, pasó varios días allí, durante los cuales exploró el país y fundó las ciudades de Fisco y Eantea, junto con el resto de polis que eran habitadas por los locrios ozolianos. De Opunte desciende Ayante, caudillo de los locrios durante la guerra de Troya. Al menos Eustacio relaciona su genealogía así: Opunte - Cino - Hodédoco - Oileo - Ayante.